# Juan Rodríguez Villamuela
Juan Antonio Rodríguez Villamuela (Málaga, 1982. április 1. –) spanyol labdarúgó,középpályás.

## Labdarúgó pályafutása
A málagai születésű Villameula a Málaga CF junior csapataiban kezdte pályafutását. A felnőtt csapatban a 2003–2004-es spanyol labdarúgó-bajnokság első osztályában cserejátékosként mutatkozott be 2003. szeptember 28-án az RCD Espanyol ellen. Abban a szezonban mindössze kétszer játszott az első csapatban, így többnyire a B csapatban kapott játéklehetőséget. A következő szezonban megtalálta helyét a csapatban, majd a következő két év során állandó kezdőjátékos lett, a 2004–2005-ös szezonban öt gólt szerzett a bajnokságban.
Miután a Málaga a 2005–2006-os szezon végén kiesett az első osztályból, Rodríguez 2006. július 13-án a Deportivo La Coruña klubhoz igazolt. A szerződés szerint szezononként 600 000 eurót kapott játékáért, ez az összeg kevesebb volt mint más, a Deportivónál hasonló poszton játszó játékosok, Lionel Scaloni, Aldo Duscher és Toro Acuña fizetése volt.